# Mel Hancock
Mel Hancock właściwe Melton D. Hancock (ur. 14 września 1929 w Cape Fair, zm. 6 listopada 2011 w Springfield) – amerykański polityk, członek Partii Republikańskiej.

## Działalność polityczna
W okresie od 3 stycznia 1989 do 3 stycznia 1997 przez cztery kadencje był przedstawicielem 7. okręgu wyborczego w stanie Missouri w Izbie Reprezentantów Stanów Zjednoczonych.